# GNU Parted
GNU Parted (anche detto Parted) è un software libero ad interfaccia a riga di comando per la manipolazione delle partizioni e dei file system su memorie di massa. Supporta tutte le operazioni di copia, suddivisione, unione, spostamento, formattazione, conversione dei file system delle partizioni nei sistemi operativi GNU/Linux, GNU/Hurd, FreeBSD e BeOS.
Fa parte del progetto GNU ed è coperto dalla licenza libera GNU GPL.
In origine fu sviluppato da Andrew Clausen e Lennert Buytenhek.

## Specifiche
GNU Parted può funzionare sia da hard disk che da Live CD e Live USB basati su distribuzioni GNU/Linux dedicate (come SystemRescueCd e PartedMagic) che ne permettono l'utilizzo anche su computer con sistemi operativi Windows. Il programma gestisce tutti i file system nativi di Linux (come ext2, ext3 e ReiserFS) oltre a FAT16/32, NTFS (con limitazioni), XFS, Journaled File System (JFS) ed altri.
L'architettura del software è costituita da una libreria (libparted) e un front-end testuale a riga di comando (parted).

## Limitazioni
GNU Parted non è in grado di ridimensionare partizioni NTFS senza far uso di utily esterne come ntfsprogs. Per superare questo problema, molti dischi di ripristino (come le distribuzioni live sopracitate) includono tutte le utility necessarie per le operazioni sulla maggior parte dei file system. Un'altra limitazione è l'incapacità di gestire correttamente gli attributi estesi di ext2.

## Front-end

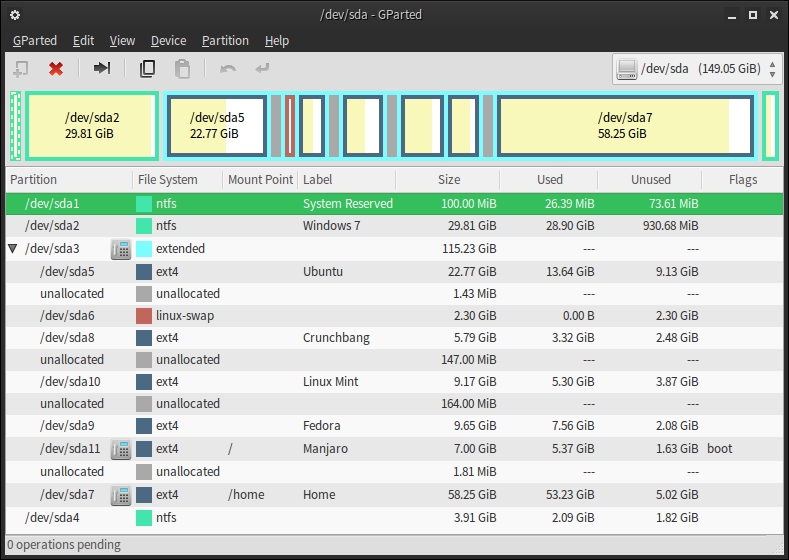
GParted usa Parted come backend

Esistono diversi front-end alternativi per GNU Parted, sia grafici (come GParted, QtParted e Pyparted) che a riga di comando (come nparted, basato sulla libreria Newt, e fatresize che fa uso di libparted per offrire il ridimensionamento non distruttivo delle partizioni FAT16/32).